# Reacciones políticas a los atentados del 11 de marzo de 2004
11M, el documental | Netflix España

## 11 de marzo
A tres días de las elecciones generales, los principales partidos políticos suspendieron sus actos electorales tras el atentado.
El gobierno decretó tres días de luto nacional, y convocó para el día 12 de marzo de 2004 una manifestación en todas las capitales de provincia de España, bajo el lema "Con las víctimas, con la Constitución, por la derrota del terrorismo".
En los primeros momentos después del atentado, hubo incertidumbre sobre la autoría lo que dio lugar a diversas y contradictorias reacciones políticas. También algunos medios se posicionaron desde un principio, alimentando la confusión. En el seno del gobierno del PP, esa mañana del 11 de marzo, también se alimento esta confusión "Si ha sido ETA, barremos; si han sido los islamistas, gana el PSOE" 
Cronología de los hechos: 

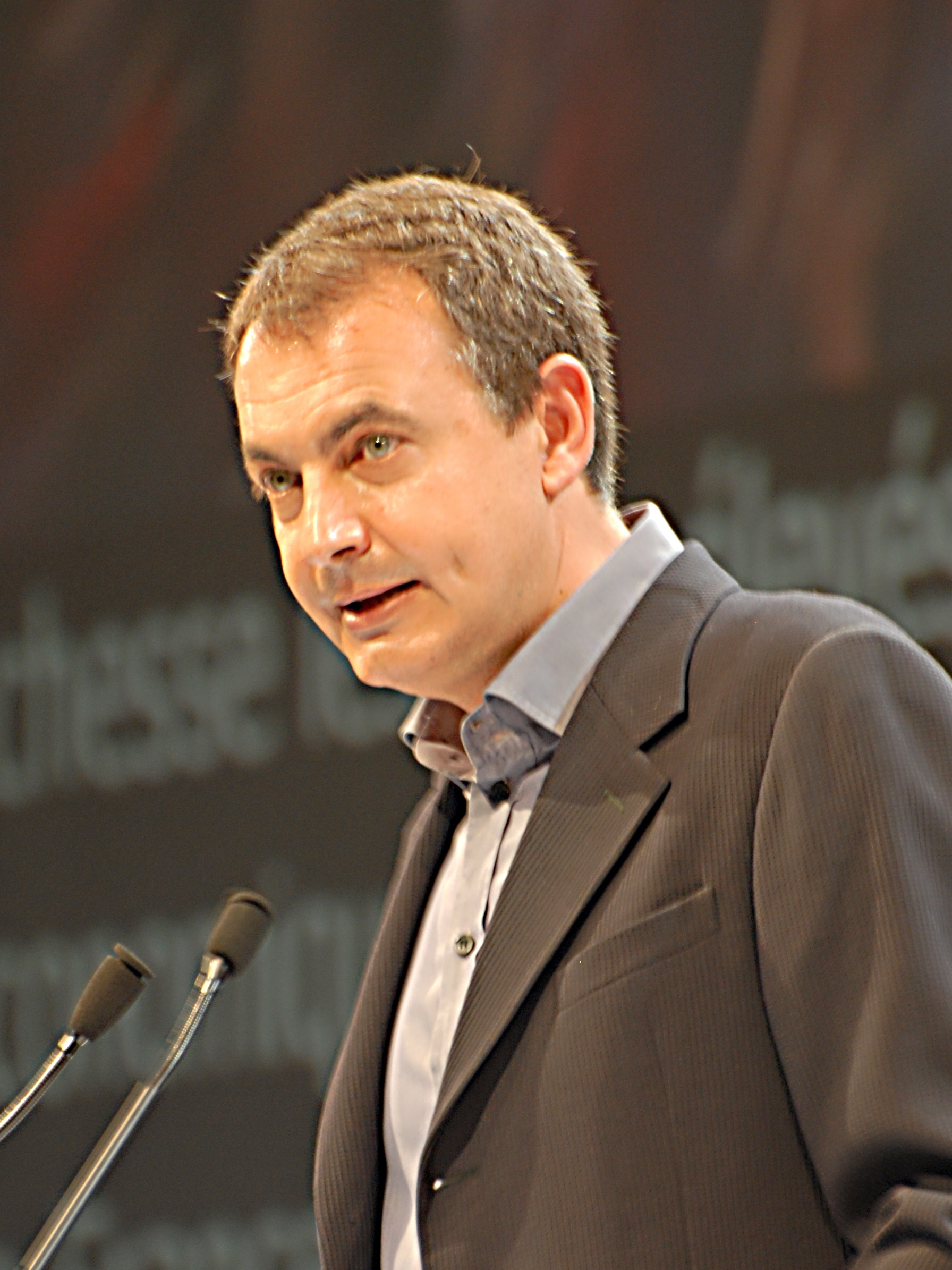
José Luis Rodríguez Zapatero hace la primera declaración política. 8.51

- 08.51: José Luis Rodríguez Zapatero en declaraciones a la cadena SER: "Una reflexión clarísima: ETA ha intentado intervenir en la campaña". "Yo pediría a todos los ciudadanos que el domingo, como reacción a ETA hubiera una masiva participación en las urnas". "La reacción de los partidos sea conjunta" y que "nadie hiciera una valoración política que pudiera dividir o enfrentar a los demócratas".
- 9:30: Lo TEDAX-NRBQ localizan una bomba, que habían explosionado, en Atocha. Antes de neutralizarla,  observan que la sustancia explosiva es de color blanco, no rojo como la dinamita Titadyn que utilizaba la banda terrorista ETA. [5] [6][7]
- 09:31: Eduardo Zaplana: "Es un asesinato colectivo de esta banda criminal y asesina de ETA". "No es el momento de hacer valoraciones políticas". "La lucha contra ETA tiene que ser una lucha implacable".
- 09.35: Declaración institucional de Juan José Ibarretxe: "Que no se hable de terrorismo vasco. El terrorismo es de ETA. Son alimañas, son asesinos. ETA, estoy absolutamente convencido, está escribiendo su final. Estoy absolutamente convencido de esto. Es increíble que en el siglo XXI nadie pueda pensar que se pueda defender nada pegando tiros, matando y extorsionando a los demás". "Las atrocidades que están cometiendo nos repugnan".

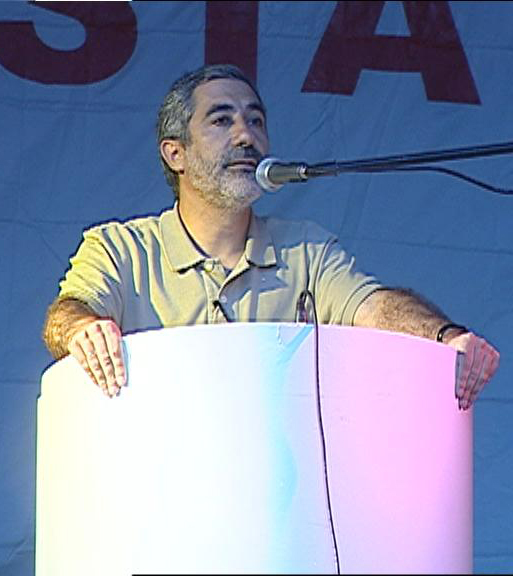
Gaspar Llamazares habló a las 9.39

- 09.39: Gaspar Llamazares: "El monstruo aunque herido de muerte es capaz de dar coletazos terribles y ha mostrado su cara más nazi matando a trabajadores y estudiantes". "Sobra cualquier tipo de interpretación que divida a los demócratas".
- 09.41: Patxi López: "Lo que más le duele a ETA es la unidad, es la democracia". "Cada voto en la urna a un partido democrático es un voto contra ETA y me parece que esa es la mejor demostración de que estamos juntos para combatir el terror".
- 10.14: Manuel Chaves: "La mejor reacción contra ETA es que el día 14 la gente participe masivamente en las elecciones y le de una lección a ETA. Que sea también una manifestación de repulsa a tanto dolor como ha causado la banda terrorista".
- 10:18: Josep-Lluís Carod-Rovira: "Nadie defiende ideas poniendo bombas en Irlanda, nadie defiende ideas poniendo bombas en Córcega, ya sólo en toda Europa queda ETA". "Yo estoy convencido que al final, al lado de la acción policial, al lado de la acción judicial, como ya se ha hecho en Irlanda y ya se ha hecho en Córcega, alguien con capacidad de decisión tendrá que hablar con los que matan para que dejen de hacerlo".
- 10:20: Los TEDAX-NRBQ tratan de neutralizar una bomba hallada en la estación de El Pozo y explosiona. Antes, al examinarla, observaron que la sustancia explosiva era de color blanco como la neutralizada en Atocha [8]
- 10.36: Rodrigo Rato: "Sólo ante la justicia se tiene que responder ante el terrorismo, que no hay ningún otro tipo de planteamiento político ni de otro tipo."
- 10.50: Un ciudadano advierte a la policía de la existencia de una furgoneta sospechosa. Ese ciudadano declaró ver a tres individuos salir de la furgoneta con la cara tapada. Le dio la impresión de que eran europeos del Este. Ese mismo testigó manifestó que esas tres personas llevaban pasamontañas como los militantes de ETA.

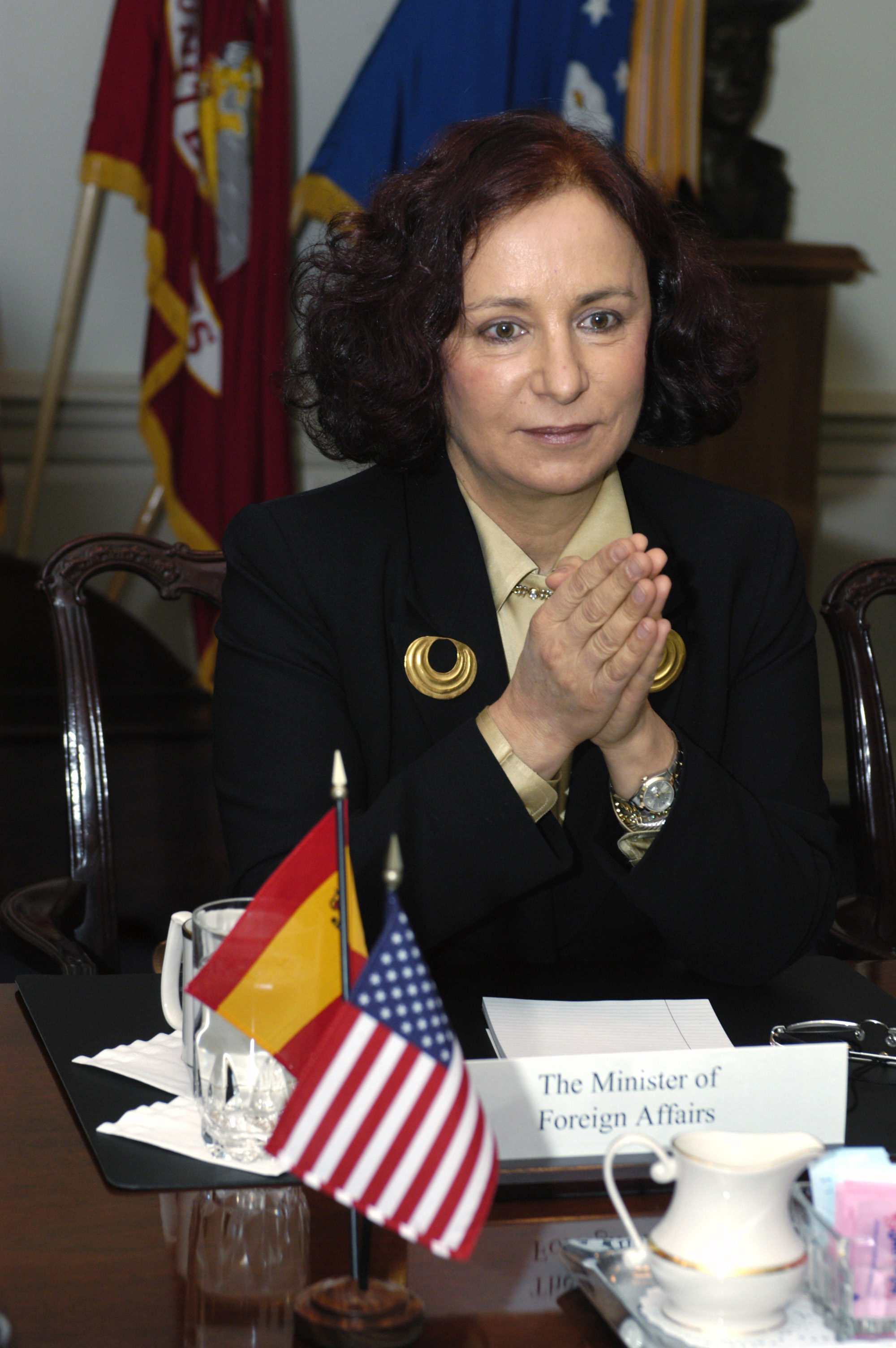
Ana Palacio alude a la unidad a las 10.54

- 10.54: Ana Palacio: "Es un momento de unirnos en esta lucha común de la inmensa mayoría de todos los españoles contra lo que sin lugar a dudas es el primer objetivo de nuestra democracia, que es terminar con ETA". "Este atentado de hoy creo que hay que relacionarlo con la situación de ETA que está acorralada y que como los animales acorralados se vuelve más demencial si cabe que en otras circunstancias, y las distintas actuaciones de las fuerzas y cuerpos de seguridad del estados, que venían teniendo un nivel de eficacia verdaderamente digno de satisfacción. Pues hemos visto como la furgoneta que interceptamos en Cuenca hace un par de semanas era una parte de este macabro objetivo. Lo que tenemos que pensar es lo que hubiera sido si esa furgoneta también llega a entrar en Madrid".[9]
- 10.50-14.14: se realiza un examen exterior del vehículo Renault Kangoo y en un primer momento, pueden apreciar que la matrícula de la furgoneta se corresponde con una denunciada como robada el día 28 de febrero en el distrito de Tetuán (Madrid) y que aparentemente no presenta signos de manipulación. Inmediatamente solicitan la presencia de los técnicos de desactivación de explosivos (TEDAX-NRBQ) previo requerimiento a la Sala del 091 de Madrid, contestanto éstos que dada la excepcional situación que se está viviendo no pueden acudir y que únicamente podrá hacerlo un guía canino, que una vez que llega efectúa un rastreo del vehículo no detectando nada anómalo, pese a ello, los funcionarios actuantes y forzando con una palanqueta la puerta trasera del vehículo abren la misma e introduciendo al perro, aseguran la no presencia de artefactos explosivos, realizado lo cual proceden al inmediato precintado del vehículo y consulta a sus superiores para decidir a qué lugar es trasladado.
- 10.55: se produce en la estación de Atocha la explosión controlada de una bomba. Examinada antes por los TEDAX-NRBQ, comprueban que contiene sustancia explosiva de color blanco.[10]
- 11:00: Ángel Acebes, desde la estación de Atocha: "El estado de derecho dará respuesta adecuada y contundente a los responsables de esta acción criminal, de esta tragedia, serán detenidos, pagarán caras sus culpas, pero ahora es el momento de ocuparnos de las víctimas, de sus familias y de la seguridad". "Les iremos dando a lo largo del día toda la información según vayamos teniéndola de manera rigurosa, de manera seria, pero ahora hay que dejar trabajar a los servicios de seguridad y de emergencia, a las fuerzas y cuerpos de seguridad, que realicen su trabajo y a todos la mayor calma y serenidad posible y comprendo muy bien la indignación pero confiemos en nuestro estado de derecho que será capaz de derrotar a los terroristas"
- 11.20: se produce una reunión en el Ministerio del Interior del Ministro con la presidenta de la Comunidad de Madrid y el Alcalde de la Capital para establecer el dispositivo de emergencia de atención a las víctimas y a sus familiares.
- 11:20: José María Aznar llama a los directores de varios periódicos y diversos medios de comunicación para comentar sus impresiones y las de las fuerzas de seguridad y transmitir su "convicción absoluta" de que ETA está detrás del atentado contra los trenes de cercanías. [11][12]
- 11:22: Francisco Vázquez Vázquez, presidente de la FEMP "Hacemos un llamamiento para que se les de la respuesta de defender lo que estos quieres destruir, que se participe y se vote. Y desde luego para aislarlos, perseguirlos y condenarlos"
- 11.54: Mariano Rajoy en comparecencia: "El Partido Popular ha decidido suspender su campaña electoral". "Son horas de serenidad, de firmeza y de determinación. Están desafiando a todos los españoles, y los españoles no vamos a ceder. No van a doblegarnos, no van a conseguir nada, no van a quedar sin castigo. Puedo asegurarles que España acabará con esta lacra asesina del terrorismo"
- 12.00-13.00: reunión en la Secretaría del Estado entre el titular y los responsables de las Fuerzas y Cuerpos de Seguridad del Estado. Sacan la conclusión de que la autoría de los atentados es de ETA por la amenaza cierta en tiempo electoral, evitada la semana anterior y por los precendentes: diciembre de 2002, Nochebuena 2003, Furgoneta 500 kg y por ciertos indicios como el convencimiento de que el objetivo de la última furgoneta era el Corredor de Henares, que pretendían realizar un atentado en tren con mochilas o maletas y el conocimiento del intento de atentado con mochilas en Baqueira-Beret. Indicios de los TEDAX-NRBQ de que la dinamita del explosivo es la habitual de ETA.

- 12.00: Arnaldo Otegi, comparece para negar que ETA tuviera relación con el atentado. Apunta hacia el integrismo Islamista, comentario que produjo duras críticas a su partido durante el día.
- Jesús de la Morena, ex comisario general de Información, en una reunión en el Ministerio del Interior: "Veo con cierto escepticismo la posibilidad de que fuera ETA la autora del atentado".
- 12.15: Alberto Ruiz-Gallardón, alcalde de Madrid: "Lo que ETA ha hecho es imposible de calificar ni de comparar. Es la masacre más importante que ha habido nunca en nuestra historia. Es muy difícil trasladar lo que es mi obligación en estos momentos, a la ciudad de Madrid, que es una petición de serenidad, una petición de calma". "Lo que tiene que hacer nuestra ciudad es contestar con nuestro dolor pero con serenidad. No puede haber una quiebra en las decisiones que se adopten de todo tipo como consecuencia de este brutal atentado terrorista. Nosotros tenemos que seguir estando donde siempre hemos estado".
- 12:20: un miembro de los TEDAX informa al juez Baltasar Garzón de que el explosivo utilizado podría ser Titadyne, el habitual de ETA.[13] Este hecho no ha sido constatado. El jefe de los TEDAX-NRBQ, Juan Jesús Sánchez Manzano, según documento oficial que consta en Anexo Documental de su libro,[14] se investigó oficialmente con resultado negativo. El 10 de marzo de 2014, cuando el Jefe de los TEDAX ya había publicado el libro referenciado, el propio exjuez Baltasar Garzón se desmiente a sí mismo[15]
- 13:00: sale a la calle una edición especial de "El País" con el titular "Matanza de ETA en Madrid"..
- 13.30: el ministro del Interior Ángel Acebes: "Es absolutamente claro y evidente que la organización terrorista ETA estaba buscando un atentado que tuviese una gran repercusión, que generase dolor, que generase miedo, con un gran número de víctimas y, como he insistido durante estos días, ETA permanentemente estaba, en este momento preciso, buscando ese objetivo. Por tanto, me parece absolutamente intolerable cualquier tipo de intoxicación que vaya dirigido por parte de miserables a desviar el objetivo y los responsables de esta tragedia y de este drama". "En estos momentos las Fuerzas y Cuerpos de seguridad y el Ministerio del Interior no tienen ninguna duda que el responsable de este atentado es la banda terrorista ETA, y también estamos asistiendo a un proceso de intoxicación, que ha iniciado el señor Otegi, de manera miserable, para desviar la atención."[16]
- 13.42: antes de que finalice la comparecencia del Ministro del Interior, comparece José Luis Rodríguez Zapatero en la sede del PSOE: "Me dirijo también al conjunto de los ciudadanos españoles para pedirles serenidad y unidad. Lo que quieren los asesinos es hacernos perder la calma. Buscan el enfrentamiento entre nosotros. Hagamos lo contrario. Los españoles siempre hemos sabido reaccionar ante los ataques contra nuestra democracia. Respondamos a este desafío de sangre y muerte reafirmando nuestros valores y principios constitucionales. La libertad, la convivencia y el estado de derecho. Les quiero transmitir mi firmeza y determinación para acabar con el terrorismo. Vamos a acabar con los terroristas. Los asesinos deben perder toda esperanza, deben saber que jamás conseguirán sus fines y que nunca lograrán escapar a la justicia. Me dirijo al gobierno y a las fuerzas políticas para decirles que éste es más que nunca el momento de la unidad democrática frente al terrorismo. Los terroristas tienen que saber que sus crímenes son tan atroces como inútiles. Tienen que saber que cualquier gobierno les dará la misma respuesta y los perseguirá hasta que respondan de sus atroces delitos".
- 14.06: José María Michavila, Ministro de Justicia: "Es una masacre que ETA ha intentado en varias ocasiones. Esta vez no se ha podido impedir. Afortunadamente las fuerzas y cuerpos de seguridad del estado impidieron que ETA hiciera una masacre igual que ésta hace tan solo una semana, cuando se detuvo en Cuenca un comando. El día 24 de diciembre, el día de Navidad, ETA intentó lo mismo en la estación de Chamartín pretendiendo volar entera la estación de Chamartín, y hoy desgraciadamente ETA ha conseguido lo que quería, que era en el momento de su máxima debilidad hacerse oír con el mayor daño y el mayor dolor posible"
- 14.14: Orden del Comisario Jefe de Maratalaz, en la calle Tacona, D. Miguel Ángel Santano Soria, de trasladar la furgoneta a las instalaciones de la Comisaría General de Policía Científica en el Complejo Policial de Canillas, por orden de D. Carlos Corrales, Comisario General de Policía Científica.[17]
- 14.15: se concluye la inspección visual in situ de la furgoneta abandonada no encontrando explosivos ni nada anómalo, por lo que se procede su precinto, según informe del Subdirector General Operativo, Pedro Díaz-Pintado Moraleda.

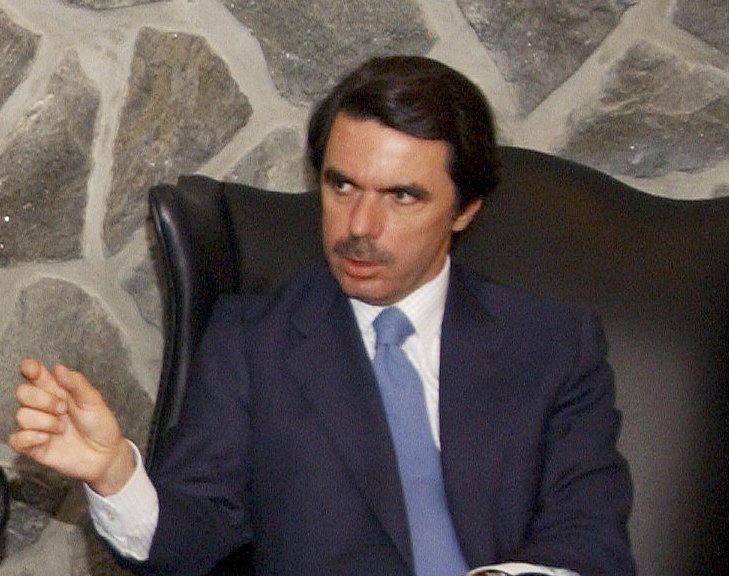
El presidente del gobierno comparece a las 14.40

- 14.40: comparece el presidente del Gobierno, José María Aznar: "El 11 de marzo de 2004 ocupa ya su lugar en la historia de la infamia. Esta mañana en Madrid los terroristas han hecho explotar varias bombas colocadas en trenes de cercanías que circulaban llenos de ciudadanos. En este momento de tristeza tan honda, mis primeras palabras son para las víctimas de estos incalificables atentados." (...) "Hoy quiero expresar el más sólido respaldo del gobierno a todos sus componentes y a los mandos de la lucha antiterrorista. Gracias a su espléndida tarea, los terroristas tienen su capacidad operativa más debilitada que nunca. Su instinto asesino y su voluntad de someter a España a sus dictados permanecen, sin embargo, trágicamente activos. Les derrotaremos. No tenga nadie ninguna duda. Lograremos acabar con la banda terrorista con la fuerza del estado de derecho y con la unidad de todos los españoles. Acabaremos con ellos con leyes fuertes. Con unas fuerzas de seguridad y con unos tribunales de justicia firmemente respalados y decididamente resueltos a aplicar la ley. Los criminales que hoy han causado tantos muertos serán detenidos, serán juzgados y condenados por tribunales que solo están sometidos al imperio de la ley, cumplirán íntegramente sus condenas y no tendrán otro horizonte que el de ver amanecer todos los días entre los muros de prisión. Estamos del lado de las víctimas." (...) "No vamos a cambiar de régmien ni porque los terroristas maten ni para que dejen de matar. Por eso les digo a todos los españoles que no debemos aspirar a nada que no sea la derrota del terrorismo. La derrota completa y total. Su rendición sin condiciones de ninguna clase. No hay negociación posible ni deseable con estos asesinos que tantas veces han sembrado la muerte por toda la geografía de España. Y que nadie se lleve a engaño, sólo con firmeza podremos lograr que acaben los atentados. una firmeza que debe estar presente tanto en la propia lucha antiterrorista como en la rotunda oposición a los objetivos finales que los terroristas pretenden alcanzar. Para defender estas causas, el gobierno pide a los españoles que se manifiesten mañana en las calles de toda España. Bajo el lema «Con las víctimas, con la constitución, y por la derrota del terrorismo» han sido convocadas manifestaciones en todas las ciudades españolas mañana viernes a las 7 de la tarde. Deseo que esas manifestaciones sean tan abrumadoras como el dolor que sentimos hoy, tan cívicas como el patriotismo que nos hacen sentirnos solidarios con todos aquellos que sufren las consecuencias de la acción del terrorismo. Somos una gran Nación, somos una gran Nación cuya soberanía reside en todos los españoles. Quien decide es el pueblo español, y nunca permitiremos, no vamos a permitir nunca, que una minoría de fanáticos nos imponga nuestras decisiones sobre nuestro futuro nacional." En su alocución no citó textualmente a ETA pero aludió repetidas veces a la banda.
- 15.15: Juan Diego Botto, miembro de la plataforma «Cultura contra la guerra» y de la plataforma «Hay motivo»: "El domingo, el 14, tenemos que decir que esta gente no va a manipular nuestro voto, no va a manipular nuestra democracia, y que lo que pensábamos antes de este atentado se ve redoblado."
- 15.23: la cadena SER cita fuentes de la lucha antiterrorista para afirmar que el explosivo utilizado es Titadyne y dinamita. Esa información "confirmaría plenamente la autoría de ETA sobre la masacre de Madrid".
- 15.30: traslado a la comisaría de Canillas de una furgoneta localizada en Alcalá de Henares que figura como sustraída para su análisis por parte de Policía científica y TEDAX-NRBQ. Allí se hallan 7 detonadores y un trozo de cartucho con restos de GOMA 2 ECO, dentro de una bolsa de plástico,[18] debajo de uno de los asientos y una cinta comercial de audio, con cánticos árabes, en cuya carátula figuran caracteres árabes.[19]
- 16.45: Trinidad Jiménez: "Que ETA no puede quebrar nuestro ánimo, que no se va a salir con la suya. Que ETA pierda toda esperanza de quebrar el Estado de Derecho, porque vamos a luchar con una determinación y con una unidad que realmente merece una situación de estas dimensiones".
- 17.04: Gaspar Llamazares [informativos]: "No le vamos a dar la satisfacción en esta votación. En esta votación vamos a ir a votar libremente. Vamos a ir a votar con dolor y con lágrimas, pero votaremos libremente. Porque estamos convencidos de que sea cual sea el resultado, la democracia acabará con los bárbaros, con los nazis de ETA".
- 17:28: Ana Palacio, Ministra de Asuntos Exteriores remite una nota reservad o telegrama a las embajadas y representaciones en el extranjero requiriendo que se mantenga que la autora de los atentados ha sido ETA:[20] "Confirmar autoría de ETA. En relación con el brutal atentado que se ha cometido hoy en Madrid y los esfuerzos que desde alguna fuerza política se ha hecho para intentar confundir sobre la autoría del mismo señaló lo siguiente: El ministro del Interior ha confirmado la autoría de ETA. Así lo confirma el explosivo utilizado y el patrón utilizado en los mismos, que es el habitual de ETA, así como otras informaciones que aún no se han hecho públicas por razones obvias, a tales efectos remito información de EFE recogiendo declaraciones del ministro Acebes así como la declaración institucional pronunciada a las 15.00 por el presidente del Gobierno. Deberá aprovechar aquellas ocasiones que se le presenten para confirmar autoría de ETA de estos brutales atentados, ayudando así a disipar cualquier tipo de duda que ciertas partes interesadas puedan querer hacer surgir."
- 17.30-18.00: tratamiento y reproducción de la cinta árabe, que pasa a los servicios de información para su traducción
- 18.00: Díaz-Pintado transmite al Gobierno que sólo pueden asegurar que se trata de algún tipo de dinamita, pero no que sea Titadyne.
- 18.15: reunión del Ministro del Interior con el Secretario de Estado y responsables policiales.
- 18:35: Ignaci Guardans, de Convergència i Unió: "Creo que el mensaje que hay que lanzar es intentar tener una participación el domingo del 80, del 90 por cien, y que la gente el domingo vote exactamente lo que pensaba votar ayer". ""El voto queda contaminado, es decir, la opinión pública española va a quedar marcada por este hecho el domingo, el lunes y durante los próximos años". "Esto es una sacudida, es un calambrazo en la sociedad española, en la sociedad vasca y en la propia sociedad abertzale que apoya a ETA"
- 18.40: el Consejo de Seguridad de Naciones Unidas aprueba por unanimidad y sin debate la Resolución 1530 a propuesta del gobierno de España. La Resolución condena "en los términos más enérgicos los atentados con bombas cometidos en Madrid (España) el 11 de marzo de 2004 por el grupo terrorista ETA, que han causado numerosos muertos y heridos", y afirmó que "esos actos, como todos los actos de terrorismo, constituyen una amenaza a la paz y seguridad internacionales". Pocas veces el Consejo de Seguridad había reaccionado tan rápidamente ante un acontecimiento dramático.
- 18.40: Rosa Aguilar, alcaldesa de Córdoba: "El silencio en Córdoba es precisamente el que ha hablado, el que ha condenado esta matanza brutal de la banda terrorista ETA y el que se ha solidarizado con el pueblo madrileño porque hoy, la verdad, todos nos sentimos de Madrid"

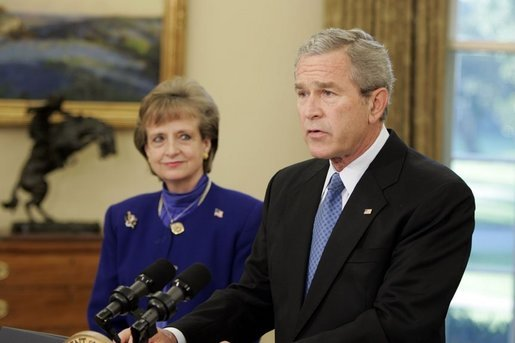
El presidente de los Estados Unidos se solidarizaba con España a las 18.46

- 18.46: George Bush, presidente de Estados Unidos: "He hablado con su majestad el Rey de España y con Jose María Aznar para expresarles las condolencias de mi país con aquellos que han perdido su vida en estos atentados. Les he dicho que estamos con las familias y con los ciudadanos de España. Agradezco mucho la lucha contra el terrorismo del gobierno español. En su posición decidida contra organizaciones terroristas como ETA, Estados Unidos está a su lado. Hoy pedimos que Dios bendiga a los que sufren y a ese gran país que es España"
- 18.53: Cristóbal Montoro, ministro de Hacienda: "Ha habido un avance claro en la lucha contra el terrorismo y ese avance claro es lo que en definitiva hace que en definitiva esta banda asesina se resista a desaparecer que es lo que tiene que hacer de una vez por todas"

- 19.00: se difunden nueve fotografías de etarras relacionados supuestamente con el atentado. La Unidad Central de Inteligencia del Cuerpo Nacional de Policía difunde las fotos de nueve supuestos responsables del atentado de esa mañana en la línea ferroviaria del Corredor del Henares, todos ellos son etarras y presuntamente vistos por viajeros de la línea donde se cometió el atentado.
- 20.08: el ministro del Interior Ángel Acebes: "La principal línea de investigación sigue siendo ETA. (...) Y después de analizar los restos es dinamita y, por tanto, la habitual de la organización terrorista ETA. (...) Se ha localizado una furgoneta en Alcalá de Henares(...) Esto ha hecho que acabe de dar instrucciones a la Fuerzas y Cuerpos de Seguridad para que no descarten ninguna línea de investigación. Insisto, la prioridad es ETA (...). [En respuesta a una pregunta sobre la marca de la dinamita utilizada]. (...) Se sabe que es dinamita. No conocemos todavía la marca (...) sólo hay restos de después de producirse la explosión y eso dificulta mucho para conocer cuál era la marca, pero lo que sí sabemos es que es dinamita. (...) [En respuesta a una pregunta sobre si la nueva línea de investigación apunta al terrorismo islamista]. "La principal línea de investigación es la de la banda terrorista ETA y cuando aparecen estos nuevos datos, pues lo único que tenemos que hacer (...) es iniciar otra vía de investigación, pero no tiene ningún nombre ni ningún apellido, ni se ha producido ningún tipo de reivindicación, ni de información. (...) Nadie lo ha reivindicado, lo cual también es una práctica habitual, como esta mañana decía, de la banda terrorista".

También informó de la existencia de una cinta en árabe con "versículos del Corán dedicados a la enseñanza" y siete detonadores. Los detonadores no eran habituales de la banda terrorista ETA, y la cinta tenía realmente cánticos habitualmente utilizados previamente a una inmolación.
Un comunicado del Círculo de Corresponsales Extranjeros denuncia las presiones recibidas por el Gobierno esa tarde: "Desgraciadamente tenemos que comunicar nuestro malestar con la actuación de la dirección general de comunicación del área internacional del ministerio de la Presidencia. Algunos corresponsales oficialmente acreditados en La Moncloa, miembros del Círculo, han recibido a lo largo de la tarde del Jueves pasado, día 11 de marzo, una llamada desde su dirección general con el explícito llamamiento de apuntar en nuestras crónicas y difusiones que ETA fue el autor de los atentados en Madrid."
- 20.10: Aznar llama a diversos medios de comunicación y a Zapatero para comunicarles el asunto de la furgoneta y la aparición en su interior de una cinta en árabe, pero mantiene que la autoría es de ETA.

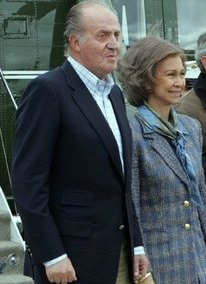
El Rey Don Juan Carlos I se dirigió a la nación a las 20.15

- 20.30: sonaba el Himno Nacional por televisión y S.M. el rey Don Juan Carlos I pronunció un mensaje condenando radicalmente el atentado. El mensaje fue emitido en España entre veinte y treinta minutos después que en Estados Unidos por problemas técnicos. Fue la primera vez que se dirigía a la Nación (aparte de sus tradicionales Mensajes de Navidad) después del golpe del 23-F. En su discurso, de luto y con la Bandera de España de fondo con un crespón negro, no hizo ninguna referencia explícita a ETA ni a Al Qaeda.
- El retraso en la emisión televisiva del mensaje del Rey se debe a la comparecencia del ministro Acebes. El diario francés Libération, en un artículo titulado "Atentados del 11 de marzo: una intoxicación llevada en directo por Aznar", sostiene que el Rey solicita en la tarde del jueves al presidente Aznar que se retracte de la teoría que responsabiliza a ETA. Según el diario el Rey exige al Gobierno que reconozca públicamente, antes de intervenir, que la pista islámica no está excluida. Y, en efecto, Ángel Acebes reconoce en la rueda de prensa que acaba de "dar instrucciones para que no se descarte ninguna y se abran todas las vías de investigación", aunque insiste en que la dinamita es la "habitual de ETA". Si bien no existe ninguna prueba de ello.
- 21.00: Garzón habla con el comisario general de Información, Jesús de la Morena, que le dice: "No tengo ninguna prueba pero esto empieza a inclinarse hacia el terrorismo islamista".
- 22.00: la cadena de radio SER comenzó a emitir la noticia (demostrada falsa) del hallazgo de un terrorista suicida en uno de los vagones.[21][22]
- El portavoz del Gobierno, en una entrevista a Alfredo Urdaci en TVE1, aseguró que "todo nos lleva a que la autoría corresponde a ETA". Señaló también que la organización terrorista ya "lo ha intentado en otras ocasiones anteriores". Zaplana afirmó que se está creando un escenario de confusión "por parte de algunos", cuando "todo apunta a la misma dirección", a que ha sido ETA la autora de los atentados.

## 12 de marzo
- 02.40: la policía encuentra una mochila con un artefacto en la Comisaría de Distrito Puente de Vallecas, que se encontraba entre las pertenecias de las víctimas.[23]

Pedro Díaz-Pintado, ex subdirector general operativo de la Policía, dijo posteriormente en la comisión de investigación que al aparecer la mochila se produjo un parón: "Entonces la vía de ETA queda parada de manera clara porque no hay ningún indicio más".
- 10.00: Miguel Ángel Santano, comisario de Policía Científica, declaró en a Comisión del Congreso que la tarjeta SIM del teléfono móvil de la bomba desactivada por los TEDAX-NRBQ, otra pista que iba inclinando las pesquisas al terrorismo islámico, fue entregada a un agente del Servicio de Asuntos Árabes e Islámicos.

Jesús de la Morena declaró posteriormente que en ese momento informó al ministro de que la autoría de ETA no encajaba.
- 11.00: Aznar se manifestaba en la misma línea que el ministro de Interior e insistía en confirmar que ETA es la principal sospechosa del atentado. Aseguró que un Gobierno "con dos dedos de frente en España, después de 30 años de terrorismo, ante un atentado como el de ayer tiene que pensar lógicamente, razonablemente, que tiene que ser esa banda la autora". "No concedo el beneficio de la duda a quien mantiene su voluntad criminal y ha estado siempre, y lo ha hecho, dispuesto a descargarla sobre personas inocentes. Este criterio lo comparten la mayoría de los españoles y es el único que puede desarrollar con responsabilidad un gobierno". El presidente del Gobierno insiste en confirmar que ETA es la principal sospechosa del atentado contra los trenes de cercanías y ratifica su respaldo al ministro del Interior, Ángel Acebes.
- 13.00: el presidente de los Estados Unidos, George W. Bush, convoca una ponencia de 15 minutos desde la embajada de España en Washington para Televisión Española, en la cual expuso que la CIA acababa de informar de la posibilidad de que el terrorismo islamista estuviera tras los atentados.[24][25] El vídeo de la comparecencia de Bush fue censurado por TVE y nunca fue emitido íntegramente. La información referente a esta transmisión fue ocultada durante años y revelada en 2011 por el entonces embajador de España en Washington, Javier Rupérez.[26]
- 18.14: el ministro del Interior Ángel Acebes: "Durante la noche ha aparecido una bolsa de deportes que contenía dinamita Goma 2 Eco, una modalidad más reciente que la dinamita Goma 2". [Pregunta sobre si ETA sigue siendo la principal línea de investigación]. "Sí, sigue siendo la principal línea de investigación. Así me lo han manifestado hace un momento las Fuerzas y Cuerpos de Seguridad, es decir, los responsables de la investigación. No hay en estos momentos ningún motivo para que no sea la principal línea de investigación. (...) Y, bueno, pues nadie tiene ningún tipo de duda de que ETA pretendía un atentado antes de las elecciones. Lo habíamos dicho. Por lo tanto, tampoco para nadie puede suponer una novedad. (...) Y, por tanto, nadie tiene ninguna duda que lo que se buscaba (...) era una masacre. Por tanto, si ahora reunimos todas esas circunstancias, cómo puede ser que después de 20 años de atentados de la organización terrorista ETA, no sea la prioridad". "¿Esto significa que se desatienda cualquier otra vía de investigación? No, se está continuando con intensidad la investigación en cualquier otra línea". [Pregunta sobre el explosivo analizado]. "ETA ha utilizado Goma 2 en el pasado. Recientemente utilizaba Titadyne, cuando eran atentados que provenían de Francia y ha utilizado Goma 2 esencialmente cuando se producía por robos realizados en España. Goma 2 Eco es la Goma 2 que antes utilizaba ETA. Y, bueno, esto quiere decir lo que quiere decir (...)". Acebes tampoco da importancia a la cinta con versos coránicos.[27]
- 18.30: ETA emite un comunicado en el que niega cualquier participación en el atentado.

Al conocer la noticia, a las 21.00, el ministro del Interior dijo: "No nos lo creemos".

## 13 de marzo
- El periódico El Mundo publica una entrevista a Mariano Rajoy, (denunciada a la Junta Electoral por IU al salir en jornada de reflexión) en la que el candidato del PP asegura tener "la convicción de que fue ETA". Se detienen a los primeros sospechosos del atentado, todos ellos extranjeros.
- 12.00: José Manuel García Varela, jefe de información de la Guardia Civil se reúne con el ministro Acebes y el secretario de Estado de Seguridad: "En esa reunión, cuando se pone de manifiesto que va a haber más detenciones, que hay ciudadanos marroquíes eso lleva ya a la teoría prioritaria del extremismo islamista". Mariano Rajón, ex comisario de Información Exterior de la Policía. "En la mañana del 13 de marzo, hacia las 12.00, la pista islámica era ya la prioritaria".
- 13.30: el portavoz del Gobierno Eduardo Zaplana afirma que ETA es la línea principal de investigación. Asegura que "cuando hay un atentado de esta naturaleza, gravedad y trascendencia y con similitudes evidentes a las intentonas abortadas recientemente a la banda terrorista ETA, resulta que algunos parece que quieren descartar que pueda ser la banda criminal y asesina ETA, cuando todo apunta y hay líneas de investigación en marcha, de las que se ha dado cuenta, que no nos debería causar ninguna sorpresa que fueran los criminales de ETA", argumentó.
- 13.45: se produce el asesinato de Ángel Berrueta en Pamplona por parte de un policía nacional, que estaba fuera de servicio, y su hijo, tras una discusión política de la mujer del policía, en que había intentado forzarle a poner un cartel contra ETA en su panadería.
- 14.30: el ministro del Interior Ángel Acebes: "Que sea Al Qaeda no me ha dicho ningún responsable de las Fuerzas de Seguridad, que en estos momentos tengan una línea preferente respecto a Al Qaeda. Ninguna de las reuniones que he tenido, permanentes además, con las Fuerzas de Seguridad me ha dado ninguna información adicional que sea relevante".
- 17.05: Miguel Platón, director de la agencia oficial EFE, ordenaba la transmisión de un teletipo: "Las pistas apuntan a ETA y descartan a Al Qaeda". Previamente, el telediario de las tres de la tarde había sostenido la hipótesis etarra y centrado las imágenes de las manifestaciones del viernes en las pancartas contra ETA.
- 18.30: la Cadena SER informó de que cientos de ciudadanos, convocados a través de teléfonos móviles se estaban manifestando, ilegalmente, desde tres cuartos de hora antes, frente a la sede del PP en Génova. Las imágenes fueron transmitidas por CNN internacional y otras televisiones.[28]
- 19.00: un Ministro del Gobierno telefonea de forma institucional, y también en nombre del candidato del Partido Popular, a un alto responsable del Grupo Prisa para protestar porque la SER estaba a su juicio, "llenando las calles de manifestantes". Dijo además tener pruebas de que las concentraciones ilegales se habían convocado desde teléfonos del PSOE. [29]
- 19.40: Telemadrid informa al 091 de una llamada anónima en la que se informa sobre el depósito de una cinta de vídeo reivindicativa del atentado en un punto concreto de Madrid.
- 21.00: el Partido Popular reclamó una reunión de la Junta Electoral Central para que se pronunciara sobre las manifestaciones, al tiempo que candidato a la Presidencia del Gobierno Mariano Rajoy comparecía en público, a fin de denunciar la ilegalidad de las mismas y de advertir sobre las eventuales consecuencias para aquellos que las hubieran instigado.[30]
- 21:14: el candidato del PP Mariano Rajoy da una rueda de prensa desde la sede de Génova "He acudido urgentemente a la sede nacional del PP porque se está produciendo en estos momentos una manifestación ilegal e ilegítima que rodea toda nuestra sede imputando además graves delitos al PP."[31]
- 21.30: el portavoz del PSOE Alfredo Pérez Rubalcaba: "Los ciudadanos españoles merecen un Gobierno que no les mienta, que les diga siempre la verdad. El partido socialista conoce las líneas de trabajo de las Fuerzas y Cuerpos de la Seguridad del Estado. A pesar de ello, por sentido de Estado, por respeto a la memoria de las víctimas, hemos estado callados." [32]
- 22.00: el ministro del Interior Ángel Acebes Anuncia las detenciones de tres ciudadanos de nacionalidad marroquí y dos de nacionalidad india y añade: "Hay una línea de investigación muy buena y por esa se está avanzando, pero no se renuncia a ninguna otra, ni conexiones, ni colaboraciones, veremos a donde nos lleva esta vía".
- 22.30: comparece el portavoz del Gobierno, Eduardo Zaplana, en la sede de la agencia de noticias EFE: "Lamento tener que comparecer, pero lo hago obligado ante las graves acusaciones formuladas por un portavoz que en comparecencia pública ha acusado al Gobierno de mentir a la opinión pública. Eso es falso y el PSOE lo sabe." [33]

## 14 de marzo
- 00.45: el ministro del Interior Ángel Acebes informa de que un supuesto "portavoz militar" de Al Qaeda en Europa había asumido la responsabilidad de los atentados terroristas cometidos el jueves en una cinta de vídeo.